# El Salvador (Cuba)
Pour les articles homonymes, voir Salvador (homonymie).
El Salvador est une ville et une municipalité de Cuba, située dans la province de Guantánamo.

## Géographie

### Situation
La ville de El Salvador, dans le sud-est de l'île de Cuba et au centre de la province de Guantanamo, est située à 920 km sud-est de La Havane et 10 km nord de sa capitale de province Guantánamo.
Son relief est montagneux sur 75 % de sa superficie et plat pour le reste.
Son climat est tropical.

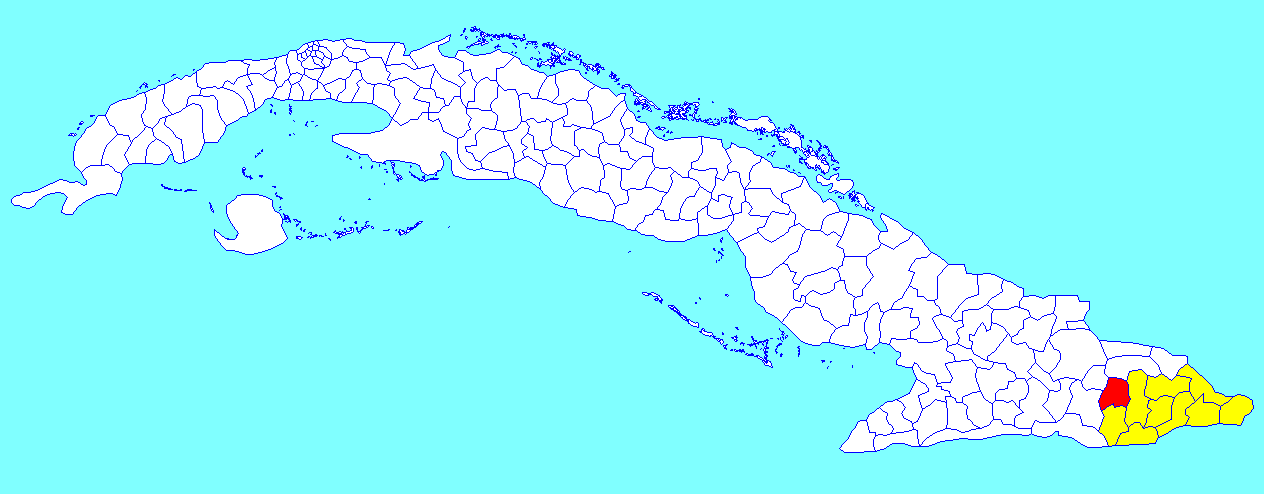
Municipalité de El Salvador dans la province de Guantánamo

### Divisions administratives
La municipalité inclut 12 consejos populares :
- Bayate
- Bombí
- Carrera Larga
- Costa Rica
- Cuneira
- El Lechero
- El Salvador
- La Escondida
- Limonar
- Sabaneta
- San Fernando
- Sempré

## Population
En 2022 la population de la municipalité est estimée à 41 420 habitants. Pour une surface de 630,4 km2, la densité est de 65,71 habitants/km².